# 라이프 (2007년 드라마)
《라이프》(영어: Life)는 2007년부터 2009년까지 방영된 미국의 범죄 드라마이다.